# Monica Stoian
Monica Stoian (née le 25 août 1982 à Sibiu) est une athlète roumaine spécialiste du lancer du javelot.
Médaille d'or aux Championnats d'athlétisme balkaniques en 2006, ses trois meilleurs lancers sont :	
- 61,97 m à Halle en 2008
- 61,88 m à Uberlândia, le 20/05/2009
- 61,19 m à Bangkok le 14/08/2007

Le 6 septembre 2018, elle se voit attribuer la médaille de bronze lors des Championnats du monde 2009 à Berlin, après disqualification tardive d’une Russe qui l’avait précédée. Elle y avait lancé à 64,51 m, son record personnel, le 18 août 2009.